# Turn- und Sportgemeinschaft 1899 Hoffenheim 2018-2019 (femminile)
Questa voce raccoglie le informazioni riguardanti la squadra femminile del Turn- und Sportgemeinschaft 1899 Hoffenheim nelle competizioni ufficiali della stagione 2018-2019.

## Maglie
Le tenute di gioco sono le stesse dell'Hoffenheim maschile.
| Casa | Trasferta | Terza divisa |

## Organigramma societario
Area tecnica
- Allenatore: Jürgen Ehrmann
- Vice allenatore:
- Vice allenatore:
- Preparatore dei portieri:

## Rosa
Rosa, ruoli e numeri di maglia come da sito ufficiale, aggiornati al 6 ottobre 2018.
| N. |                     | Ruolo | Calciatrice       |
| -- | ------------------- | ----- | ----------------- |
| 1  | Croazia (bandiera)  | P     | Martina Tufeković |
| 2  | Germania (bandiera) | D     | Sarai Linder      |
| 3  | Germania (bandiera) | D     | Johanna Kaiser    |
| 4  | Germania (bandiera) | D     | Michaela Specht   |
| 5  | Svizzera (bandiera) | D     | Luana Bühler      |
| 6  | Germania (bandiera) | C     | Lena Lattwein     |
| 7  | Germania (bandiera) | C     | Ricarda Schaber   |
| 8  | Germania (bandiera) | D     | Maximiliane Rall  |
| 9  | Germania (bandiera) | A     | Annika Eberhardt  |
| 10 | Ungheria (bandiera) | A     | Dóra Zeller       |
| 13 | Germania (bandiera) | D     | Isabella Hartig   |
| 14 | Germania (bandiera) | A     | Lina Bürger       |
| 16 | Austria (bandiera)  | A     | Nicole Billa      |

| N. |                     | Ruolo | Calciatrice       |
| -- | ------------------- | ----- | ----------------- |
| 17 | Germania (bandiera) | C     | Franziska Harsch  |
| 18 | Germania (bandiera) | C     | Anne Fühner       |
| 19 | Germania (bandiera) | D     | Judith Steinert   |
| 20 | Germania (bandiera) | P     | Janina Leitzig    |
| 21 | Germania (bandiera) | D     | Leonie Pankratz   |
| 22 | Austria (bandiera)  | C     | Jennifer Klein    |
| 22 | Germania (bandiera) | C     | Chantal Hagel     |
| 23 | Germania (bandiera) | A     | Jana Beuschlein   |
| 26 | Germania (bandiera) | C     | Laura Wienroither |
| 27 | Germania (bandiera) | P     | Friederike Abt    |
| 28 | Germania (bandiera) | A     | Tabea Waßmuth     |
| 33 | Germania (bandiera) | C     | Fabienne Dongus   |

## Calciomercato

### Sessione estiva
| Acquisti | Acquisti         | Acquisti      | Acquisti                     |
| R.       | Nome             | da            | Modalità                     |
| -------- | ---------------- | ------------- | ---------------------------- |
| D        | Luana Bühler     | Zurigo        | definitivo                   |
| D        | Johanna Kaiser   | Hoffenheim II | aggregata alla prima squadra |
| A        | Annika Eberhardt | Hoffenheim II | aggregata alla prima squadra |

| Cessioni | Cessioni           | Cessioni            | Cessioni   |
| R.       | Nome               | a                   | Modalità   |
| -------- | ------------------ | ------------------- | ---------- |
| D        | Tamar Dongus       | Florentia           | definitivo |
| D        | Sophie Howard      | Reading             | definitivo |
| C        | Sharon Beck        | Friburgo            | definitivo |
| C        | Stephanie Breitner | Fiorentina          | definitivo |
| C        | Emily Evels        | Borussia M'gladbach | definitivo |

## Risultati

### Frauen-Bundesliga

#### Girone di andata
| Arbitro: | Hussein (Bad Harzburg) |

|            |           |  |
| Fühner 50’ | Marcatori |  |

| Arbitro: | Appelmann (Alzey) |

|              |           |                                                 |
| Reuteler 81’ | Marcatori | 24’ Lattwein 44’ Waßmuth 86’ Fühner 90+2’ Billa |

| Arbitro: | Weigelt (Lipsia) |

|            |           |                     |
| Dongus 44’ | Marcatori | 13’ Wu 48’ Schüller |

| Arbitro: | Wacker (Marbach am Neckar) |

|                          |           |          |
| Islacker 34’ Däbritz 75’ | Marcatori | 82’ Rall |

| Arbitro: | Heimann (Gladbeck) |

|                                           |           |  |
| Rall 48’ Waßmuth 50’ Billa 66’ Linder 86’ | Marcatori |  |

| Arbitro: | Michel (Gau-Odernheim) |

|                                 |           |                  |
| Gwinn 46’ Wieder 50’ Starke 89’ | Marcatori | 56’, 75’ Waßmuth |

| Arbitro: | Duske (Leverkusen) |

|                                                   |           |            |
| Lattwein 10’, 66’ Billa 45+1’ Pankratz 67’ (rig.) | Marcatori | 41’ Simons |

| Arbitro: | Heidenreich (Bad Schwartau) |

|  |           |                                     |
|  | Marcatori | 32’ Pankratz 54’ Billa 89’ Lattwein |

| Arbitro: | Rafalski (Baunatal) |

|                                    |           |                            |
| Billa 48’ Waßmuth 64’ Bühler 90+3’ | Marcatori | 26’, 68’ Hoppius 49’ Dunst |

| Arbitro: | Stolz (Pritzwalk) |

|                           |           |            |
| Harder 30’, 43’ Pajor 45’ | Marcatori | 38’ Harsch |

| Arbitro: | Wacker (Lehrensteinsfeld) |

|                                         |           |  |
| Beuschlein 12’, 75’ Fühner 60’ Rall 63’ | Marcatori |  |

#### Girone di ritorno
| Arbitro: | Derlin (Bad Schwartau) |

|               |           |           |
| Prašnikar 50’ | Marcatori | 56’ Billa |

| Arbitro: | Wacker (Lehrensteinsfeld) |

|  |           |             |
|  | Marcatori | 7’ Reuteler |

| Arbitro: | Schwermer (Rieder) |

|                               |           |                           |
| Hegering 63’ Petzelberger 74’ | Marcatori | 12’ (rig.) Billa 53’ Rall |

| Arbitro: | Westerhoff (Bochum) |

|  |           |             |
|  | Marcatori | 25’ Laudehr |

| Arbitro: | Weigelt (Lipsia) |

|          |           |                  |
| Nati 21’ | Marcatori | 63’ (rig.) Billa |

| Arbitro: | Michel (Gau-Odernheim) |

|                               |           |               |
| Lattwein 27’ Minge 74’ (rig.) | Marcatori | 30’ Hegenauer |

| Arbitro: | Joos (Leinfelden-Echterdingen) |

|  |           |                                              |
|  | Marcatori | 38’ Rall 49’ Fühner 72’ Hartig 84’ Eberhardt |

| Arbitro: | Diekmann (Dortmund) |

|                                              |           |                             |
| Rall 19’, 47’, 79’, 90’ Billa 40’ Dongus 67’ | Marcatori | 7’ Rudelić 24’ (rig.) Barth |

| Arbitro: | Schwermer (Rieder) |

|                          |           |                       |
| Haršányová 26’ Makas 61’ | Marcatori | 9’ Waßmuth 44’ Dongus |

| Arbitro: | Biehl (Siesbach) |

|  |           |            |
|  | Marcatori | 42’ Wolter |

| Arbitro: | Heidenreich (Bad Schwartau) |

|                        |           |                  |
| Caldwell 67’ Meyer 81’ | Marcatori | 30’, 34’ Waßmuth |

### DFB-Pokal
| Arbitro: | Wacker (Lehrensteinsfeld) |

|  |           |                                             |
|  | Marcatori | 5’, 19’ Billa 39’ Waßmuth 47’, 90+1’ Dongus |

| Arbitro: | Duske (Leverkusen) |

|               |           |                |
| Vojteková 20’ | Marcatori | 77’, 98’ Billa |

| Arbitro: | Derlin (Bad Schwartau) |

|             |           |                                                          |
| Rudelić 46’ | Marcatori | 30’ Dongus 39’, 59’, 84’ Waßmuth 47’ Billa 60’, 70’ Rall |

| Arbitro: | Duske (Leverkusen) |

|  |           |                     |
|  | Marcatori | 26’ Minge 49’ Gwinn |

## Statistiche

### Statistiche di squadra
| Competizione         | Punti | In casa | In casa | In casa | In casa | In casa | In casa | In trasferta | In trasferta | In trasferta | In trasferta | In trasferta | In trasferta | Totale | Totale | Totale | Totale | Totale | Totale | DR  |
| Competizione         | Punti | G       | V       | N       | P       | Gf      | Gs      | G            | V            | N            | P            | Gf           | Gs           | G      | V      | N      | P      | Gf     | Gs     | DR  |
| -------------------- | ----- | ------- | ------- | ------- | ------- | ------- | ------- | ------------ | ------------ | ------------ | ------------ | ------------ | ------------ | ------ | ------ | ------ | ------ | ------ | ------ | --- |
| Frauen-Bundesliga    | 33    | 11      | 6       | 1       | 4       | 25      | 12      | 11           | 3            | 5            | 3            | 23           | 17           | 22     | 9      | 6      | 7      | 48     | 29     | +19 |
| DFB-Pokal der Frauen | -     | 1       | 0       | 0       | 1       | 0       | 2       | 3            | 3            | 0            | 0            | 14           | 2            | 4      | 3      | 0      | 1      | 14     | 4      | +10 |
| Totale               | -     | 12      | 6       | 1       | 5       | 25      | 14      | 14           | 6            | 5            | 3            | 37           | 19           | 26     | 12     | 6      | 8      | 62     | 33     | +29 |

### Andamento in campionato
| Giornata  | 1 | 2 | 3 | 4 | 5 | 6 | 7 | 8 | 9 | 10 | 11 | 12 | 13 | 14 | 15 | 16 | 17 | 18 | 19 | 20 | 21 | 22 |
| --------- | - | - | - | - | - | - | - | - | - | -- | -- | -- | -- | -- | -- | -- | -- | -- | -- | -- | -- | -- |
| Luogo     | C | T | C | T | C | T | C | T | C | T  | C  | T  | C  | T  | C  | T  | C  | T  | C  | T  | C  | T  |
| Risultato | V | V | P | P | V | P | V | V | N | P  | V  | N  | P  | N  | P  | N  | V  | V  | V  | N  | P  | N  |
| Posizione | 5 | 3 | 4 | 5 | 4 | 6 | 5 | 4 | 4 | 5  | 5  | 5  | 5  | 5  | 7  | 7  | 5  | 5  | 5  | 5  | 5  | 6  |

Legenda:

Luogo: C = Casa; T = Trasferta. Risultato: V = Vittoria; N = Pareggio; P = Sconfitta.

### Statistiche delle giocatrici
| Giocatore      | Frauen-Bundesliga | Frauen-Bundesliga | Frauen-Bundesliga | Frauen-Bundesliga | DFB-Pokal der Frauen | DFB-Pokal der Frauen | DFB-Pokal der Frauen | DFB-Pokal der Frauen | Totale   | Totale | Totale      | Totale     |
| Giocatore      | Presenze          | Reti              | Ammonizioni       | Espulsioni        | Presenze             | Reti                 | Ammonizioni          | Espulsioni           | Presenze | Reti   | Ammonizioni | Espulsioni |
| -------------- | ----------------- | ----------------- | ----------------- | ----------------- | -------------------- | -------------------- | -------------------- | -------------------- | -------- | ------ | ----------- | ---------- |
| F. Abt         | 12                | -14               | 0                 | 0                 | 1                    | 0                    | 0                    | 0                    | 13       | -14    | 0           | 0          |
| J. Beuschlein  | 21                | 2                 | 0                 | 0                 | 3                    | 0                    | 0                    | 0                    | 24       | 2      | 0           | 0          |
| N. Billa       | 20                | 9                 | 1                 | 0                 | 4                    | 5                    | 0                    | 0                    | 24       | 14     | 1           | 0          |
| L. Bühler      | 18                | 1                 | 1                 | 0                 | 4                    | 0                    | 0                    | 0                    | 22       | 1      | 1           | 0          |
| L. Bürger      | 3                 | 0                 | 0                 | 0                 | 1                    | 0                    | 0                    | 0                    | 4        | 0      | 0           | 0          |
| F. Dongus      | 22                | 3                 | 4                 | 0                 | 4                    | 3                    | 1                    | 0                    | 26       | 6      | 5           | 0          |
| A. Eberhardt   | 5                 | 1                 | 1                 | 0                 | 0                    | 0                    | 0                    | 0                    | 5        | 1      | 1           | 0          |
| A. Fühner      | 14                | 4                 | 0                 | 0                 | 3                    | 0                    | 0                    | 0                    | 17       | 4      | 0           | 0          |
| F. Harsch      | 18                | 1                 | 4                 | 0                 | 3                    | 0                    | 0                    | 0                    | 21       | 1      | 4           | 0          |
| I. Hartig      | 17                | 1                 | 2                 | 0                 | 3                    | 0                    | 0                    | 0                    | 20       | 1      | 2           | 0          |
| J. Kaiser      | 7                 | 0                 | 1                 | 0                 | 1                    | 0                    | 0                    | 0                    | 8        | 0      | 1           | 0          |
| J. Klein       | 1                 | 0                 | 0                 | 0                 | -                    | -                    | -                    | -                    | 1        | 0      | 0           | 0          |
| L. Lattwein    | 20                | 5                 | 2                 | 0                 | 4                    | 0                    | 0                    | 0                    | 24       | 5      | 2           | 0          |
| J. Leitzig     | 6                 | -12               | 0                 | 0                 | 0                    | 0                    | 0                    | 0                    | 6        | -12    | 0           | 0          |
| S. Linder      | 16                | 1                 | 1                 | 0                 | 2                    | 0                    | 0                    | 0                    | 18       | 1      | 1           | 0          |
| L. Pankratz    | 20                | 2                 | 3                 | 0                 | 3                    | 0                    | 0                    | 0                    | 23       | 2      | 3           | 0          |
| M. Rall        | 22                | 9                 | 0                 | 0                 | 3                    | 2                    | 0                    | 0                    | 25       | 11     | 0           | 0          |
| R. Schaber     | 6                 | 0                 | 1                 | 0                 | -                    | -                    | -                    | -                    | 6        | 0      | 1           | 0          |
| M. Specht      | 21                | 0                 | 3                 | 0                 | 4                    | 0                    | 1                    | 0                    | 25       | 0      | 4           | 0          |
| J. Steinert    | 9                 | 0                 | 0                 | 0                 | 1                    | 0                    | 0                    | 0                    | 10       | 0      | 0           | 0          |
| M. Tufeković   | 4                 | -3                | 0                 | 0                 | 3                    | -4                   | 0                    | 0                    | 7        | -7     | 0           | 0          |
| T. Waßmuth     | 21                | 8                 | 0                 | 0                 | 4                    | 4                    | 0                    | 0                    | 25       | 12     | 0           | 0          |
| L. Wienroither | 5                 | 0                 | 0                 | 0                 | 1                    | 0                    | 1                    | 0                    | 6        | 0      | 1           | 0          |
| D. Zeller      | 7                 | 0                 | 0                 | 0                 | 4                    | 0                    | 1                    | 0                    | 11       | 0      | 1           | 0          |